# فضيحة كرة القدم الماليزية 1994
اهتزت كرة القدم الماليزية بسبب قضية الرشوة والفساد في عام 1994. ألقى العديد من المشجعين الماليزيين باللوم على الفضيحة في عام 1994 باعتبارها حافز لسقوط كرة القدم الماليزية.
في ذلك الوقت احتجزت السلطات أكثر من 100 لاعب ومدرب يشتبه في تلاعبهم في نتائج مباريات كأس ماليزيا والدوري الممتاز لاستجوابهم. ونتيجة لذلك تم إيقاف 58 منهم لمدة تتراوح بين عام وأربع سنوات من قبل الاتحاد الماليزي لكرة القدم. تم طرد ما مجموعه 21 لاعب ومدرب بينما طُرد العديد من اللاعبين مدى الحياة ولم يُسمح لهم بالمشاركة في مسابقات الاتحاد الماليزي لكرة القدم.
في عام 2016 بعد 22 عام من الفضيحة تم رفع الإيقاف عن 84 لاعب من قبل الاتحاد الماليزي لكرة القدم.